# John Miles (pilota automobilistico)
John Jeremy Miles (Londra, 14 giugno 1943 – Norwich, 8 aprile 2018) è stato un pilota automobilistico britannico che ha gareggiato anche in Formula 1.
Alla guida della Lotus, con la quale disputò le sue uniche stagioni del Campionato Mondiale di Formula 1 (il 1969 e il 1970), ha ottenuto come migliore prestazione il quinto posto al Gran Premio del Sudafrica del 1970.
Era il figlio dell'attore Bernard Miles.